# West Paterson
West Paterson és una població dels Estats Units a l'estat de Nova Jersey. Segons el cens del 2007 tenia 11.568 habitants.

## Demografia
Segons el cens del 2000, West Paterson tenia 10.987 habitants, 4.397 habitatges, i 3.025 famílies. La densitat de població era de 1.433,1 habitants per km².
Dels 4.397 habitatges en un 26,9% hi vivien nens de menys de 18 anys, en un 53,9% hi vivien parelles casades, en un 10,8% dones solteres, i en un 31,2% no eren unitats familiars. En el 25,5% dels habitatges hi vivien persones soles el 8,2% de les quals corresponia a persones de 65 anys o més que vivien soles. El nombre mitjà de persones vivint en cada habitatge era de 2,49 i el nombre mitjà de persones que vivien en cada família era de 3,01.
Per edats la població es repartia de la següent manera: un 19,6% tenia menys de 18 anys, un 7,8% entre 18 i 24, un 33,9% entre 25 i 44, un 23,4% de 45 a 60 i un 15,3% 65 anys o més.
L'edat mediana era de 38 anys. Per cada 100 dones de 18 o més anys hi havia 90,3 homes.
La renda mediana per habitatge era de 60.273 $ i la renda mediana per família de 67.292 $. Els homes tenien una renda mediana de 47.389 $ mentre que les dones 36.814 $. La renda per capita de la població era de 29.758 $. Aproximadament el 3,2% de les famílies i el 3,4% de la població estaven per davall del llindar de pobresa.

## Poblacions properes
El següent diagrama mostra les poblacions més properes.